# Johann Adam Brandenstein
Johann Adam Brandenstein (* 21. Oktober 1657 in Himmelstadt; † 9. August 1726 in Kitzingen) war ein deutscher Orgelbauer.

## Leben
Johann Adam Brandenstein lernte vermutlich bei einem Orgelbaumeister aus Mittelfranken und ließ sich 1688 in Kitzingen nieder. Er baute Instrumente im südlichen Unterfranken und erhielt auch Aufträge aus der Nürnberger Umgebung. Seine Werke folgten der mittelfränkischen Tradition. Der Klaviaturumfang, mit Kurzer Oktav, betrug üblicherweise 45 Tasten. Seine Orgeln waren stets mit dem Register Viola da Gamba ausgestattet.
Er war der Vater und Lehrmeister von Johann Konrad Brandenstein.

## Erhaltenes Instrument

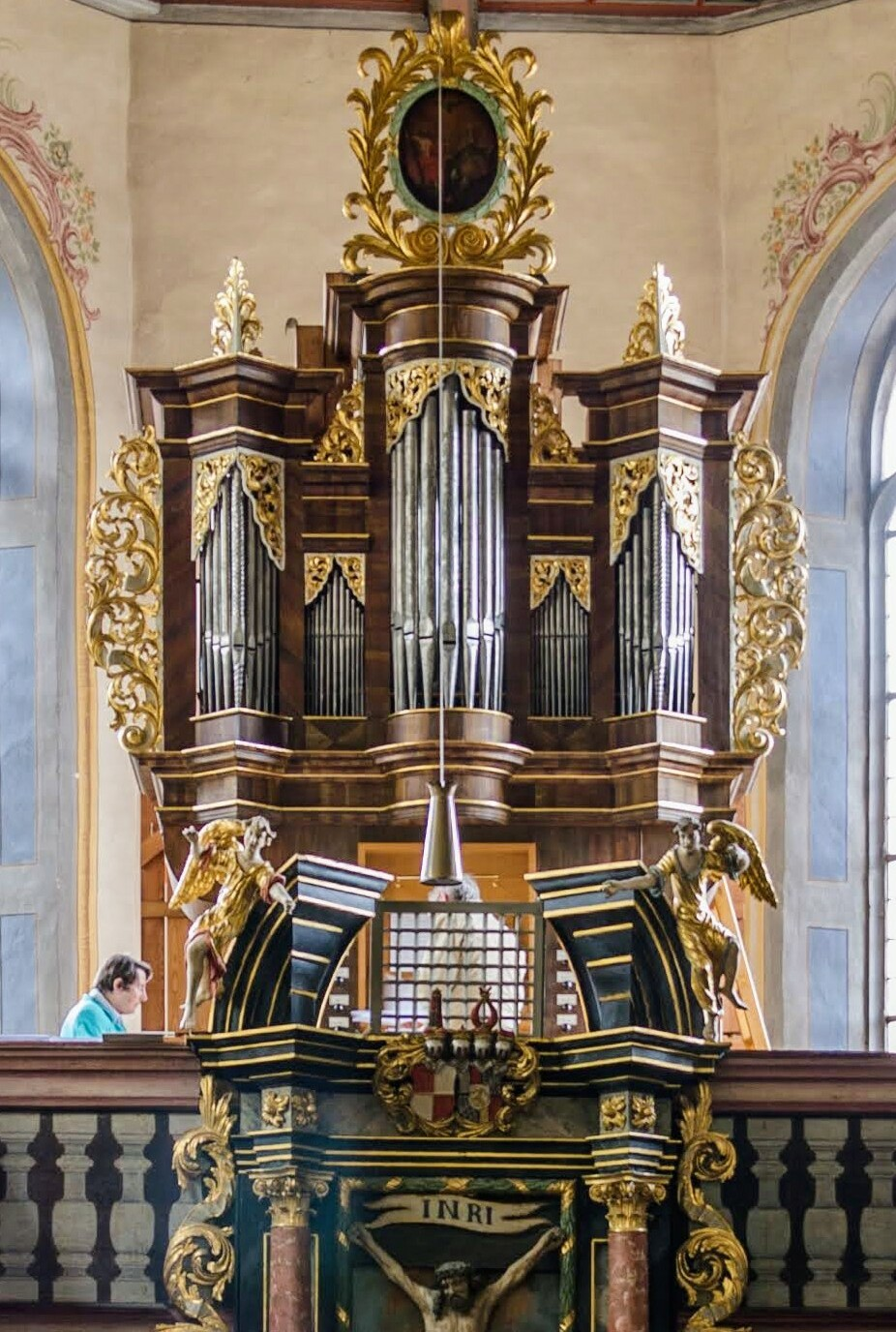
Brandenstein-Orgel in Obereisenheim

Im Laufe einer umfassenden Restaurierung im Jahr 2005 durch die Orgelbaufirma Thomas Jann konnte die Orgel der Evangelischen Kirche von Obereisenheim dem Orgelbauer Johann Adam Brandenstein zugeschrieben werden, sie gilt damit derzeit als das einzige erhaltene Werk aus seinem Schaffen.